# Jack Folla
Giacomo "Jack" Folla è un personaggio immaginario protagonista di un programma radiofonico ideato e scritto da Diego Cugia.
Si tratta di un DJ condannato a morte negli Stati Uniti, al quale venne concesso di trasmettere su una radio italiana (Rai Radio 2) le sue ultime parole e «la musica della sua vita», che spazia dal rock alla musica italiana d'autore.

## Il programma radiofonico
Il nome del programma condotto da questo DJ è: "Jack Folla: un DJ nel braccio della morte". Come tipologia di trasmissione è difficilmente inquadrabile, in quanto spazia dall'attualità al monologo, inframezzati, appunto, dalle "colonne sonore" della vita di Jack. Dopo la conclusione della prima serie, Diego Cugia, realizza il seguito intitolato "Jack Folla c'è" sempre sulla falsariga della prima serie, ma con la variante del "dopo evasione".
Delle tante cose dette e degli aforismi usati durante le puntate, quello che forse è rimasto più impresso è: "Un uomo che guarda il muro è un uomo solo. Ma due uomini che guardano il muro è il principio di un'evasione".

## Il successo e i seguiti
Il programma radiofonico riscuote un tale successo da essere tradotto in trasmissione televisiva, con la partecipazione di Francesca Neri e la voce fuori campo di Roberto Pedicini, già voce di Jack nel programma radio.
Dalla prima stagione radiofonica è stato tratto un libro intitolato Alcatraz. Jack Folla, un DJ nel braccio della morte, edito dalla Arnoldo Mondadori Editore, con introduzione dello stesso autore datata dicembre 1998. Si tratta di un volume dal "format" inusuale, poiché anziché contenere le date di queste trascrizioni radiofoniche, in principio si trova il computo dei giorni mancanti alla esecuzione della sentenza di morte.
A seguire è stato pubblicato L'uomo della Folla, pubblicato da Mondadori. La pubblicazione è suddivisa in missive recanti, a margine, titolo e autore di una canzone che, per contenuto del testo o per contesto storico in cui è stata scritta, risulta accompagnatoria della missiva sovrastante. Si tratta di lettere spedite da Jack subito dopo l'evasione da Alcatraz.
Successivamente è stato pubblicato il terzo capitolo della saga Jack Folla: lettere dal silenzio, pubblicato da Mondadori nel 2004. Ogni pagina scandisce il computo dei giorni mancanti alla ipotetica caduta del governo Berlusconi intesa come profezia auto-avverante. Questo libro è, in realtà, la raccolta degli articoli pubblicati da Cugia sul quotidiano l'Unità da gennaio a luglio 2004.
Il quarto ed ultimo capitolo della saga è "Jack Folla: il libro nero" con l'evaso da Alcatraz ancora più indipendente e ribelle, che nel 2018 sceglie di pubblicarsi da solo e si dice disposto "a prendere a spallate l'universo" pur di risvegliare gli italiani dal loro letargo colpevole.

## Dopo la conclusione
A conclusione della "saga" di Jack Folla, Diego Cugia ha organizzato un incontro con gli estimatori suoi e del suo programma, nella serata intitolata "Notte degli Albatros" in virtù della passione di Jack per questi volatili dalla enorme apertura alare e dalla grande capacità di rimanere in volo e coprire grandi distanze. La serata si è svolta a Roma all'ex mattatoio del Testaccio; oltre allo stesso Cugia, hanno presenziato gli autori e la redazione, nonché Roberto Pedicini, voce di tutti i programmi.
Da dicembre 2007 a marzo 2008 l'autore, Diego Cugia, tiene un blog nel quale Jack Folla commenta, dai sotterranei del quartiere di Centocelle, gli avvenimenti della quotidianità italiana.
Ad agosto 2008 Jack scrive una rubrica per l'Unità dal titolo Fuoco e fiamme. Questa nuova serie di racconti è ambientata su una piattaforma petrolifera nel Mediterraneo, nei pressi di Gibilterra, ma non è mai stata riproposta in un libro.
Nel dicembre 2010 Radio2 manda in onda 237 repliche delle vecchie puntate pre e post-evasione, ma si tratta solo di estratti di pochi minuti, con il titolo "I pensieri di Jack Folla".

## Il ritorno
Nel settembre 2020 c'è un nuovo ritorno di Jack su Rai Radio 1 con 86 nuove puntate. Questa volta ad interpretare Jack è lo stesso Diego Cugia.
Nel 2021, sempre su Radio 1, il programma prosegue con altre 96 nuove puntate.